# Doi Takao
Doi Takao (japánul: 土井 隆 雄) (Minamitama-Gun, Tokió, 1954. szeptember 18.–) japán űrhajós.

## Életpályája
1978-ban a Tokiói Egyetemen repülőmérnöki oklevelet szerzett. 1980-ban ugyanitt űrhajózási repülésből doktorált (Ph.D.), 1983-ban csillagászati ismeretekkel megvédte diplomáját. 2004-men a Rice Egyetemen csillagászati ismeretekből újból megvédte doktori diplomáját.
1985. augusztus 7-től a Japán Űrügynökség (NASDA) kiválasztása alapján lett űrhajós jelölt. 1990-1992 között, majd 1995-ben a Lyndon B. Johnson Űrközpontban részesült űrhajóskiképzésben. Kiképzett űrhajósként tagja volt az STS–47 támogató (tanácsadó, problémamegoldó) csapatának. Két űrszolgálata alatt összesen 31 napot, 10 órát és 45 percet (754 óra) töltött a világűrben. Az első japán űrhajós, aki űrsétát (kutatás, szerelés) végzett. Űrhajós pályafutását 2009. szeptember 18-án fejezte be. 2009-től az ENSZ Világűr Iroda (UNOOSA) munkatársa.

## Űrrepülések
- STS–87, a Columbia űrrepülőgép 24. repülésének kutatás specialistája. Az amerikai mikrogravitációs laboratóriumban (USMP–4) a legénység 12 órás munkaciklusokban végezte az előírt szakmai programot. Az üzemképtelen SPARTAN 201-04 nap megfigyelő műholdat kívánták visszanyerni. A lassan forgó műholdat a robotkar segítségével többszöri próbálkozás ellenére sem sikerült elfogni. Takao Doi több mint 2 órás várakozás után a lassan forgó műholdat kézzel megfogta és bevezette az űrrepülőgép rakterébe. Első űrszolgálata alatt összesen 15 napot, 16 órát és 34 percet (376 óra) töltött a világűrben. Kettő űrséta (kutatás, szerelés) 12 óra 42 percet töltött az űrrepülőgépen kívül. 10 500 000 kilométert (6 500 000 mérföldet) repült, 250 kerülte meg a Földet.
- STS–123, az Endeavour űrrepülőgép 21. repülésének kutatás specialistája. Első Japán űrhajós, aki az ISS fedélzetén teljesített szolgálatot. A legénység fő feladta, hogy a Nemzetközi Űrállomáson a japán fejlesztésű Kibo kísérleti logisztikai modul első részét (ELM-PS), valamint a kanadai Dextre robotkarnak az űrállomáshoz csatolását biztosítsák. Második űrszolgálata alatt összesen 15 napot, 18 órát és 11 percet (378 óra) töltött a világűrben. Kettő űrséta (kutatás, szerelés) alatt 12 óra 43 percet töltött az ISS fedélzetén kívül. 10 585 900 kilométert (6 577 800 mérföldet) repült, 250 kerülte meg a Földet.

### Tartalék személyzet
STS–47, az Endeavour űrrepülőgép 2. repülésének küldetés specialista

## Szakmai sikerek
- Amatőrcsillagászként beazonosította az SN 2002gw és SN 2007aa szupernóvákat.